# Dr. Dolittle 2
Dr. Dolittle 2 ist eine US-amerikanische Filmkomödie von Steve Carr aus dem Jahr 2001. Sie ist eine Fortsetzung der Komödie Dr. Dolittle aus dem Jahr 1998.

## Handlung
Dr. John Dolittle wird gebeten, beim Kampf gegen die Rodung eines Waldes zu helfen. Er erfährt, dass der Wald geschützt werden muss, wenn dort unter Artenschutz stehende Tiere angesiedelt sind. Daher kommt er auf die Idee, den ehemaligen Zirkusbären Archie, der einer seltenen Art angehört, in den Wald zu bringen, in der Hoffnung, dass dieser und die bereits dort lebende Ava ein Paar werden.
Erst nach einiger Zeit ist Ava überzeugt, dass Archie ein für sie geeigneter Partner ist. Archie wird jedoch gerichtlich für zu gefährlich für seine Umgebung erklärt und eingesperrt. Dr. Dolittle organisiert daraufhin eine Protestaktion, an der zahlreiche Tiere aus dem Bundesstaat teilnehmen. Der größte Teil des Waldes wird gerettet. Archie und Ava bekommen am Ende des Films zwei kleine Bärenkinder.

## Rezeption

### Kritiken
Desson Howe schrieb in der Washington Post vom 22. Juni 2001, der Film sei eine zu vergessende Fortsetzung des Films aus dem Jahr 1998. Weder der Film noch Eddie Murphy seien witzig. Der Kritiker spottete, die beste Nachricht sei, dass die Filmvorführung in 87 Minuten vorbei sei.
Das Lexikon des internationalen Films meinte: „Anspruchslos-alberne Fortsetzung von "Dr. Dolittle" (1998) mit vielen Tieren und nur wenigen überzeugenden Gags. Immerhin verzichtet der Film weitgehend auf die zotigen Derbheiten des ersten Teils und bemüht sich stattdessen um einen eher ruhigen, getragenen erzählerischen Rhythmus.“

### Auszeichnungen
Der Film wurde mit dem Environmental Media Award 2001 in der Kategorie Spielfilm ausgezeichnet. Eddie Murphy und Raven-Symoné Pearman wurden im Jahr 2002 für den Kids' Choice Award nominiert. Kyla Pratt und Raven-Symoné Pearman wurden 2002 für den Image Award nominiert. Der Film gewann 2002 den kalifornischen Genesis Award. David Newman gewann 2002 den BMI Film Music Award. Die Deutsche Film- und Medienbewertung FBW in Wiesbaden verlieh dem Film das Prädikat „wertvoll“.

## Hintergrund
Der Film wurde in Kalifornien – darunter in San Francisco – und in Alaska gedreht. Seine Produktionskosten betrugen schätzungsweise 72 Millionen US-Dollar. In den Kinos der USA spielte er ca. 113 Millionen US-Dollar ein.
Als Nachfolger erschien Dr. Dolittle 3, der in Deutschland am 28. Juli 2006 auf DVD veröffentlicht wurde.